# Михаило Васић (глумац)
Михаило Басић (Београд, 13. децембар 1897 — Беч, 1953) био је југословенски и српски глумац и позоришни редитељ.

## Биографија и каријера
Завршио је гимназију са великом матуром у Београду, а апсолвирао право у Паризу. Први пут на сцену ступио је 1915. године у Народном позоришту у Скопљу, 1915. године. Чим је почела евакуација за време Првог светског рата, придружио се тек основаној (у Јагодини 1915) путујућој трупи Драгутина Крсмановића, а потом је отишао у избеглиштво. Најдуже се задржао у Паризу, где је уз студије радио и као секретар позоришта „Ампир“.
Од 1924. до 1928. био је глумац, редитељ и секретар у Српском народном позоришту у Новом Саду. У сезони 1928/29. исте дужности обављао је и  у Народном позоришту у Сарајеву, у којем је био и технички шеф. Од 1929. до 1931. био је члан Народног позоришта у Скопљу и од 10. марта 1931. до 1944. радио је у Народном позоришту у Београду.
Због отворене сарадње са Немцима и квислинзима за време окупације емигрирао у Аустрију. Био је даровит карактерни, нарочито комично-карактерни глумац са реалистичним осећањем за комичне ефекте, али је прибегавао драстици, карикирању и грангињолском стилу. Режије је радио претежно рутински. Инсистирао је на француском булеварском репертоару уносећи на сцену еротизам, па и вулгарност како би постигао што јачи комерцијални успех.

## Улоге и режија

### Улоге у позоришту
- Трибун (Девојачка клетва)
- Василије Бородачев (Љубав)
- Земличка (Пут око света)
- Енгштранд (Авети)
- Семјон Захарович Мармеладов (Злочин и казна)
- Хаџи Замфир (Зона Замфирова)
- Иван Антонович Распљујев (Свадба Кречинског)
- Зафир (Војвода Брана)
- Дон Елифас (Вукодлак)
- Директор Требизод (Бајадера)
- Краљ (Мадам Помпадур)
- Пењижек (Грофица Марица)
- Милер (Стамбулска ружа)
- Ђиљољи (Скамполо)
- Пиеро Алвизе Кандиано (Госпођа са сунцокретом)
- Дужде од Млетака (Максим Црнојевић)
- Барон Префон (Господар ковница)
- Бискуп орлеански (Бискупова синовица)
- Старац (Велика недеља)
- Јовановић (Идеали)
- Џими Џинкс (Моја беба)
- Копе (Лесковчани у Паризу)
- Максимилијан Алгенек (Максимилијан верни)
- Макотин (Ана Карењина)
- Нерон (У знаку крста)
- Цезар (Цезар и Клеопатра).

### Режије
- Председниковица
- Адвокат Болбек и њен муж
- Црквени миш
- Еден
- Хокус-покус
- Школа за љубавнике
- Узоран муж
- Максимилијан верни
- Нова Елојза
- Жаклина
- Политика
- Божији човек